# 巨叶冬青
巨叶冬青（学名：Ilex perlata）为冬青科冬青属的植物，是中国的特有植物。分布于中国大陆的云南等地，生长于海拔120米至750米的地区，多生在潮湿密林中，目前已由人工引种栽培。